# Animales sin collar
Animales sin collar és l'òpera prima del director espanyol Jota Linares i que es va estrenar el 19 d'octubre de 2018 en Espanya. Compte en el seu repartiment amb Natalia de Molina i Daniel Grao com a protagonistes. El teaser tràiler va ser estrenat en exclusiva per El Español el 8 de febrer de 2018.

## Argument
A Andalusia, Abel (Daniel Grao) és un polític lliurat a la lluita pels més desfavorits que acaba de fer història. Per la seva part la seva dona, Nora (Natalia de Molina), és guardiana d'un secret que pot canviar-lo tot. La promesa d'una nova vida per a tots dos es veu truncada per l'aparició de Víctor, un alt càrrec caigut en desgràcia, i de dos antics amics, Virginia (Natalia Mateo) i Félix (Borja Luna), amistats d'una època que prefereixen oblidar.

## Producció i rodatge
El rodatge s'ha dut a terme durant sis setmanes a Sevilla. El llargmetratge compta amb la producció de La Canica Films (productora de Tarde para la ira i que apostava de nou per un director novell) al costat d'ells coprodueixen Palomar SPA i Animales sin collar AIE; participrn també Netflix, Movistar+ i Film Factory.

## Repartiment[3]
- Natalia de Molina com Nora.
- Daniel Grao com Abel.
- Natalia Mateo com Virginia.
- Borja Luna com Félix.
- Mariana Cordero
- Ignacio Mateos com Víctor.
- Mario Tardón
- Beatriz Arjona
- Marcos Ruiz

## Nominacions
Ignacio Mateos fou nominat al Premi Feroz al millor actor de repartiment i Borja Luna al millor actor revelació al Premi Unión de Actores al millor actor revelació.